# Tagebau Geita
Der Tagebau Geita ist ein Gold-Tagebau im Distrikt Geita der gleichnamigen Region im Nordwesten Tansanias, etwa 80 Kilometer südwestlich von Mwanza und 20 Kilometer entfernt vom Viktoria-See. Er wurde im Jahr 2000 als Joint-Venture von AngloGold und Ashanti Goldfields Corporation in Betrieb genommen. Seit der Fusion der beiden Unternehmen im Jahr 2004 gehört der Tagebau vollständig dem südafrikanischen Goldbergbaukonzern AngloGold Ashanti und ist dessen größter Goldtagebau.

## Förderung

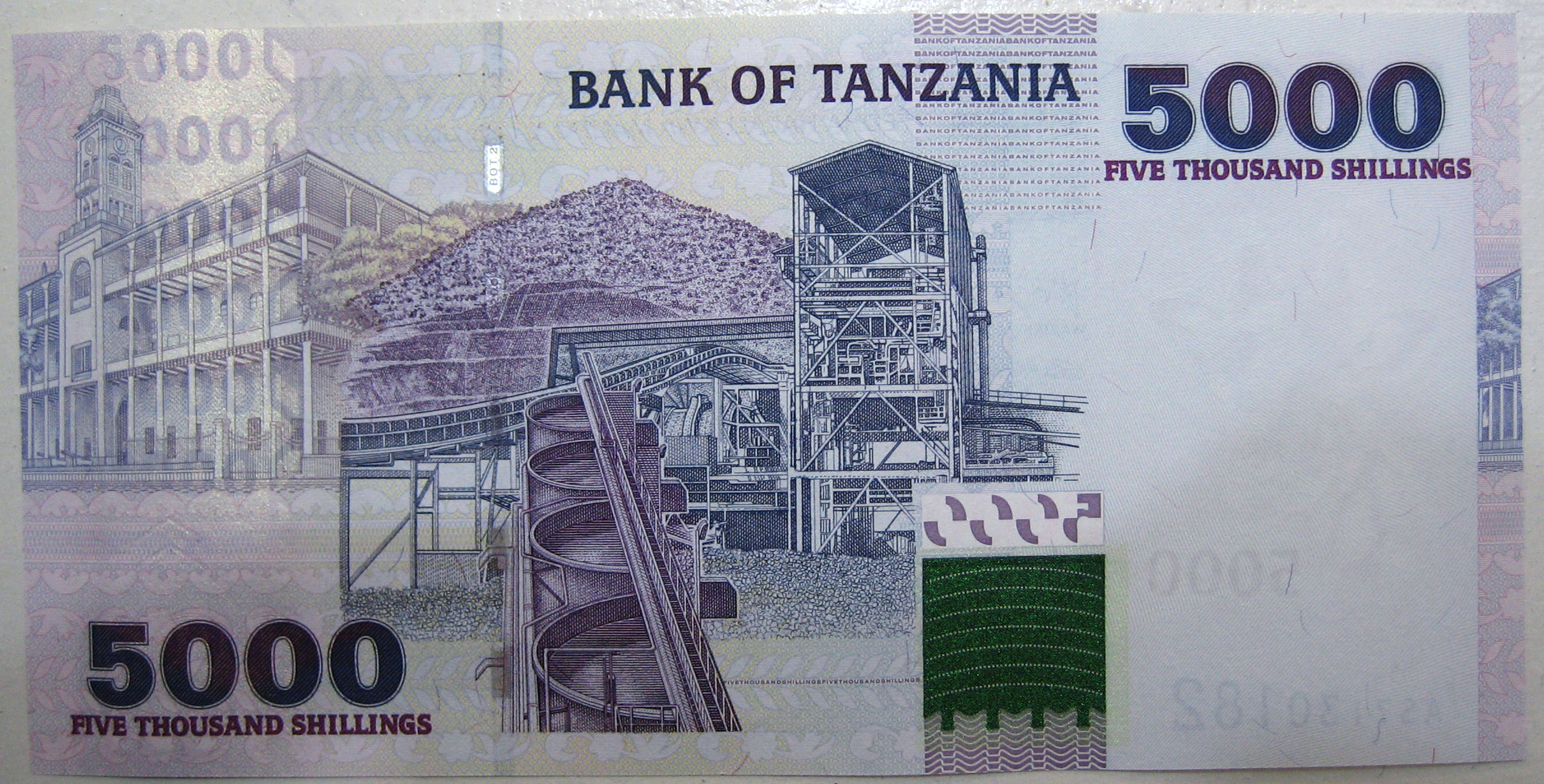
Anlagen von Geita auf der Rückseite der tansanischen 5000-Schilling-Banknote.

Im Jahr 2008 erbrachte Geita 264.000 Unzen Gold (1,92 Gramm pro Tonne Erz), was 6 % der gesamten Goldproduktion des Unternehmens ausmachte, und beschäftigte 3.200 Mitarbeiter. Im Jahr 2011 lag die Produktion bei 494.000 Unzen Gold, was einer Ausbeute von 3,98 Gramm pro Tonne Erz entsprach.
In den ersten Jahren musste Geita als kommunale Konzessionsabgabe eine jährliche Pauschale in Höhe von umgerechnet 200.000 US-Dollar entrichten. Durch Nachverhandlungen erreichte der Staat eine Umstellung auf eine Abgabe in Höhe von 0,3 % des Rohertrages, was zu einer massiven Erhöhung der 2015 erstmals so berechneten Summe auf 2,2 Milliarden TSh (entsprach 2015 ca. 1,182 Millionen US-Dollar) führte.
| Jahr | Förderung (Unzen) | Ausbeute (g/t) | Kosten pro Unze (USD) |
| ---- | ----------------- | -------------- | --------------------- |
| 2003 | 661.000           | 3,60           | 183                   |
| 2004 | 570.000           | 3,74           | 250                   |
| 2005 | 613.000           | 3,14           | 298                   |
| 2006 | 308.000           | 1,68           | 497                   |
| 2007 | 327.000           | 2,01           | 452                   |
| 2008 | 264.000           | 1,92           | 728                   |
| 2009 | 272.000           | 1,89           | 954                   |
| 2010 | 357.000           | 2,36           | 777                   |
| 2011 | 494.000           | 3,98           | 536                   |
| 2014 | 527.000           |                | 480                   |
| 2015 | 489.000           |                | 530                   |
| 2016 | 477.000           |                | 599                   |